# Merwin Conservancy
El Conservación de Merwin (en inglés: Merwin Conservancy) es un parque natural y jardín botánico de 19 acres de extensión en la parte norte de la costa de Maui, Hawái. 
Este jardín botánico es miembro del Botanical Gardens Conservation International.

## Localización
Se ubica en el valle Peahi, en la costa norte de la isla de Maui.
Merwin Conservancy, P.O. Box 809, Haiku, Maui county, Maui, Hawái HI 96708 United States of America-Estados Unidos de América.
Planos y vistas satelitales.20°54′1.8468″N 156°15′29.5194″O / 20.900513000, -156.258199833
Se paga una tarifa de entrada.

## Historia
Las plantas de este proyecto fueron plantadas hace más de tres décadas, cuando W. S. Merwin compró una parcela de tierra en "Peahi Valley", en la costa norte de Maui, Hawái. A lo largo de casi treinta y cinco años, Merwin construyó una casa ecológicamente consciente para él y su esposa Paula y plantado más de 4.000 árboles que representan cerca de 850 especies de palmas endémicas, indígenas y en peligro de extinción. Ha transformar un lugar que alguna vez fue considerado "tierra baldía" en un bosque tropical de 19 acres exuberante y raro.
El reconocido escritor estadounidense William Stanley Merwin ha escrito más de 40 libros de poesía, ensayos y traducciones. Su más reciente colección, "The Shadow of Sirius" (la sombra de Sirius), ganó el Premio Pulitzer 2009 de Poesía. "Migration: New & Selected Poems" (Migración: Poemas nuevos y seleccionados) ganaron el Premio Nacional de Literatura 2005.
La asociación sin ánimo de lucro "The Merwin Conservancy" fue fundada en 2010 para preservar el legado viviente de W.S. Merwin, su casa y bosque de palmeras en Maui, para su estudio futuro y como retiro para los botánicos y escritores. Además, la misión del "TMC" es involucrar a la comunidad en la discusión de los valores relacionados con la vida y obra de WS Merwin, desde el medio ambiente a las artes, a través de eventos comunitarios y medios de comunicación.
Algo esencial para esta misión, ha sido el Proyecto de Catalogación Botánico iniciado en marzo de 2012, en colaboración con la National Tropical Botanical Garden. El NTBG es una organización de 40 años de existencia, de reconocimiento mundial con más de 2.000 hectáreas de jardines y reservas de naturaleza y una colección de plantas vivas que no tiene parangón. Su experiencia y reputación botánica le aporta un nivel de rigor científico que va a obtener credibilidad internacional.

## Colecciones
El jardín contiene ahora unas 850 especies de palmas, además de numerosas especies de plantas de la Flora local. 
Los proyectos actuales de "The Merwin Conservancy" incluyen: 
- La catalogación de más de 850 especies de Palmas, incluyendo el descifrado del ADN, el etiquetado, Mapas de localización con GPS, en colaboración con el National Tropical Botanical Garden (NTBG), que llevará a cabo muestras de palmas en su herbario. Un posible Banco de semillas una vez que se haya recopilado la información científica.
- Realización de un Documental independiente, "Even Though the Whole World is Burning" (A pesar de que el mundo entero está en llamas), en colaboración con Cicala Filmworks y Stefan Schaefer del director y Cole Williams. Rodada en Maui, Francia y la ciudad de Nueva York
- Artes + Ecología Serie de charlas desde comienzos de 2013, presentado por la " The Merwin Conservancy", en el salón trimestral.
- Campaña de Dotación con recogida de fondos para comenzar en 2013.